# Blepephaeus mindanaoensis
Blepephaeus mindanaoensis là một loài bọ cánh cứng trong họ Cerambycidae.